# Obiettivo parafocale
Un obiettivo parafocale è un obiettivo fotografico o di altro genere che rimane a fuoco quando viene modificato l'ingrandimento/lunghezza focale. Se è vero che qualche errore di messa a fuoco è inevitabile, è anche vero che in questi obiettivi gli errori sono abbastanza piccoli da essere considerati insignificanti.

## In fotografia
Gli obiettivi zoom (a volte indicati come "veri" zoom) sono parafocali in quanto la messa a fuoco viene mantenuta quando si esegue la zoomata (variazione della lunghezza focale e di conseguenza dell'ingrandimento e del campo inquadrato), consentendo, così, una messa a fuoco più accurata alla massima lunghezza focale, per poi zoomare indietro ad una lunghezza focale più breve per comporre l'immagine.
Molti obiettivi zoom, in particolare nel caso di fotocamere con obiettivi fissi, sono in realtà obiettivi varifocal, che offrono ai progettisti di obiettivi una maggiore flessibilità in termini di compromessi di progettazione ottica (lunghezza focale, apertura massima, dimensioni, peso, costo) rispetto allo zoom parafocale e che è pratico grazie alla messa a fuoco automatica e perché il processore della fotocamera può regolare automaticamente l'obiettivo per mantenerlo a fuoco mentre cambia la lunghezza focale ("zoom"), rendendo l'operazione praticamente indistinguibile da uno zoom parafocale.

## In cinematografia
Gli obiettivi zoom utilizzati per le applicazioni cinematografiche devono necessariamente essere parafocali per essere utilizzati. È quasi impossibile rimanere nel fuoco corretto (come fatto manualmente dal fuochista) durante le zoommate, specie nei casi in cui anche il soggetto e/o la telecamera si muovono, aumentando le variabili da correggere in modo coerente.

## Nei microscopi
Gli obiettivi del microscopio parafocale rimangono a fuoco quando viene modificato l'ingrandimento; cioè, se il microscopio viene commutato da un obiettivo di potenza inferiore (ad esempio 10 ×) ad un obiettivo di potenza superiore (ad esempio 40 ×), l'oggetto rimane a fuoco. Idealmente, la maggior parte dei microscopi a campo chiaro sono parafocali.

## Nei telescopi
Gli oculari del telescopio parafocale rimangono a fuoco quando si modifica l'ingrandimento; cioè, se il telescopio viene commutato da un oculare di potenza inferiore (ad esempio 10 ×) ad un oculare di potenza più elevata (ad es. 20 ×), o viceversa, l'oggetto rimane a fuoco.